# Суперкубок України з футболу 2020
Суперкубок України з футболу 2020 — 17-й розіграш Суперкубка України. Матч відбувся 25 серпня 2020 року на полі НСК «Олімпійський» у місті Київ, і став таким чином першим розіграшем, проведеним на «Олімпійському» та загалом у Києві. У матчі зустрічались чемпіон України сезону 2019/20 донецький «Шахтар» і володар Кубку — київське «Динамо».
Гра відбулась пізніше, ніж зазвичай, через пандемію COVID-19. В результаті гра відбулася вже після 1-го раунду Прем'єр-ліги 2020/21. Переможцем Суперкубка втретє поспіль стало «Динамо», завдяки чому Мірча Луческу став першим тренером, який виграв Суперкубок України з двома різними командами.

## Підготовка
Для цієї гри офіційним спонсором було оголошено ТМ Waissburg, офіційним м'ячем в дев'ятий раз став данський Select Sport, а партнером телевізійного мовлення стали українські телеканали «Україна» та «Футбол» (обидві входять до Медіа Група Україна)

Луїш Каштру у 2019 році

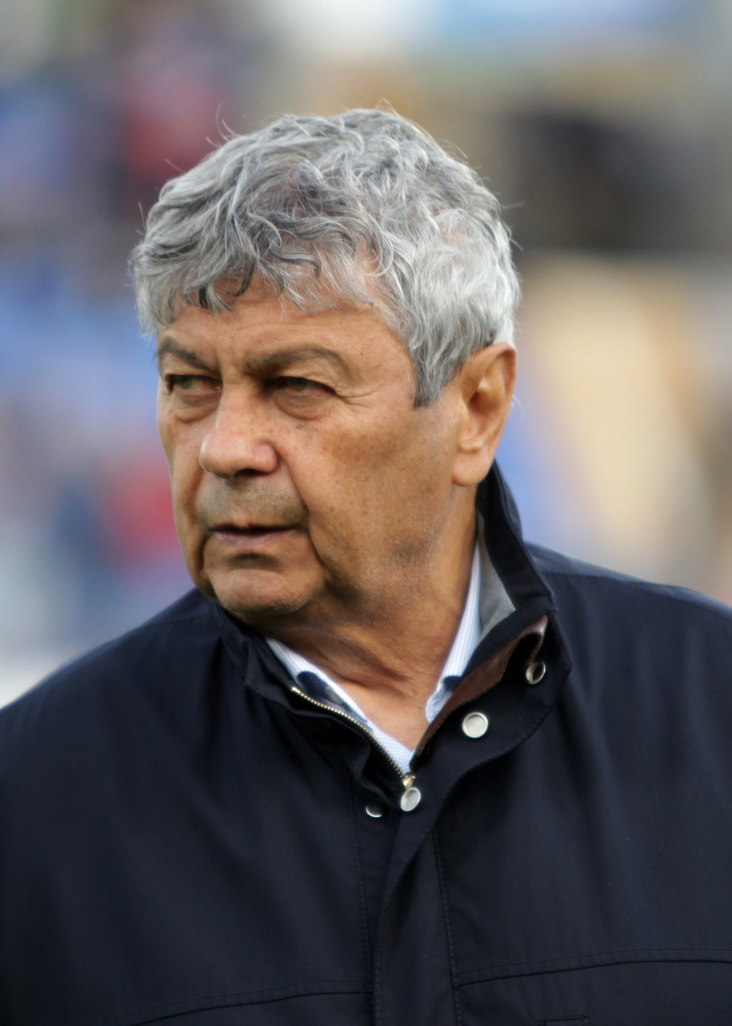
Мірча Луческу у 2017 році

Головною інтригою поєдинку є те, що новим тренером Динамо став румунський експерт Мірча Луческу, який очолював Шахтар протягом 12 років. Анатолій Дем'яненко, коментуючи гру, заявив, що головна інтрига — Луческу проти «Шахтаря». Колишні гравці «Шахтаря» Артем Федецький та Олексій Гай, коментуючи цю гру, погоджуються, що це гра незвична, але «Шахтар» все ж переможе. Головний тренер «Шахтаря» Луїш Кастру заявив, що прагне виграти Суперкубок, який вислизнув минулого сезону. У цей же час колишній головний тренер збірної України Мирон Маркевич вважав, що гра не має значення, і головне завдання команд — це кваліфікація на європейські змагання.

### Попередні зустрічі
Перед початком цієї гри обидві команди зустрілися на Суперкубку України дванадцять разів, вперше — ще у дебютному розіграші в 2004 році. До цього моменту в киян сім перемог, у донеччан відповідно п'ять..

## Команди
| Клуб     | Кваліфікувався як             | Попередні участі (жирним виділено роки перемог)                                        |
| -------- | ----------------------------- | -------------------------------------------------------------------------------------- |
| «Шахтар» | Чемпіон України 2019/20       | 14 (2004, 2005, 2006, 2007, 2008, 2010, 2011, 2012, 2013, 2014, 2015, 2016, 2017, 2018 |
| «Динамо» | Володар Кубка України 2019/20 | 13 (2004, 2005, 2006, 2007, 2008, 2009, 2011, 2014, 2015, 2016, 2017, 2018, 2019)      |

## Перед матчем
Команду суддів на чолі з Романовим контролював Лучано Лучі, а дії VAR — Сергій Лисенчук .
У «Шахтаря» через травму матч пропускав основний лівий захисник Ісмаїлі, в той час як у киян не змогли зіграти через травми шість основних гравців — Шабанов, Попов, Миколенко, Шепелєв, Вербич і Циганков. Оскільки перші четверо з них — захисники, то Луческу довелось йти на кардинальні заходи: один правий захисник Кендзьора зіграв правого центрального в зв'язці з Сиротою, а інший, Караваєв, перейшов на лівий фланг захисту. Також цей матч став для «Динамо» дебютним у новій білій формі з горизонтальними синіми смугами, яка була представлена менше тижня тому.

## Матч
| 25 серпня 2020 21:00 |

| «Шахтар»          | 1:3      | «Динамо»                                             |
| ----------------- | -------- | ---------------------------------------------------- |
| Жуніор Мораес 37' | Протокол | Карлос де Пена 20' Жерсон Родрігес 31' Фран Соль 83' |

| НСК «Олімпійський», Київ Арбітр: Віталій Романов (Дніпро) |

| Шахтар | Динамо |

| «Шахтар»        |    |                  |  |     |
|                 |    |                  |  |     |
| ВР              | 30 | Андрій Пятов     |  |     |
| ПЗ              | 2  | Додо             |  |     |
| ЦЗ              | 4  | Сергій Кривцов   |  | 83' |
| ЦЗ              | 77 | Валерій Бондар   |  | 69' |
| ЛЗ              | 22 | Микола Матвієнко |  |     |
| ЦП              | 6  | Тарас Степаненко |  |     |
| ЦП              | 21 | Алан Патрік      |  |     |
| ЦП              | 8  | Маркос Антоніо   |  | 46' |
| ПП              | 14 | Тете             |  | 61' |
| ЛП              | 7  | Тайсон           |  |     |
| НП              | 10 | Жуніор Мораес    |  |     |
| Заміни          |    |                  |  |     |
| ВР              | 81 | Анатолій Трубін  |  |     |
| ЗХ              | 50 | Сергій Болбат    |  |     |
| ЗХ              | 5  | Давид Хочолава   |  |     |
| ПЗ              | 19 | Манор Соломон    |  | 61' |
| ПЗ              | 70 | Євген Коноплянка |  | 69' |
| ПЗ              | 11 | Марлос           |  | 46' |
| ПЗ              | 27 | Майкон           |  |     |
| ПЗ              | 99 | Фернандо         |  | 83' |
| ПЗ              | 20 | Віктор Коваленко |  |     |
| Головний тренер |    |                  |  |     |
| Луїш Каштру     |    |                  |  |     |

| «Динамо»        |    |                        |     |     |
|                 |    |                        |     |     |
| ВР              | 1  | Георгій Бущан          |     |     |
| ПЗ              | 24 | Олександр Тимчик       |     |     |
| ЦЗ              | 94 | Томаш Кендзьора        |     |     |
| ЦЗ              | 34 | Олександр Сирота       |     |     |
| ЛЗ              | 20 | Олександр Караваєв     | 59' |     |
| ЦП              | 5  | Сергій Сидорчук        |     |     |
| ЦП              | 10 | Микола Шапаренко       | 52' |     |
| ЦП              | 29 | Віталій Буяльський     |     | 82' |
| ПП              | 22 | Жерсон Родрігес        |     |     |
| ПЛ              | 14 | Карлос де Пена         |     | 74' |
| НП              | 89 | Владислав Супряга      |     | 61' |
| Заміни          |    |                        |     |     |
| ВР              | 71 | Денис Бойко            |     |     |
| ЗХ              | 55 | Костянтин Вівчаренко   |     |     |
| ЗХ              | 25 | Ілля Забарний          |     |     |
| ПЗ              | 11 | Георгій Цітаішвілі     |     |     |
| ПЗ              | 15 | Віктор Циганков        |     |     |
| ПЗ              | 17 | Богдан Лєднєв          |     | 82' |
| ПЗ              | 18 | Олександр Андрієвський |     | 74' |
| ПЗ              | 99 | Міккель Дуелунд        |     |     |
| НП              | 9  | Фран Соль              |     | 61' |
| Головний тренер |    |                        |     |     |
| Мірча Луческу   |    |                        |     |     |

| Помічники арбітра: Андрій Скрипка (Кропивницький) Володимир Володін (Херсон) Четвертий арбітр: Анатолій Абдула (Харків) Помічники арбітра: Дмитро Запороженко (Запоріжжя) Відеоасистент арбітра: Євгеній Арановський (Київ) Асистент арбітра ВАР: Семен Шлончак (Черкаси) Спостерігач арбітражу: Лучано Лучі (Італія) Делегат УАФ: Сергій Бухаленков (Київ) Спостерігач арбітражу ВАР: Сергій Лисенчук (Київ) Офіцер безпеки: Микола Пихтін (Миколаїв) | Регламент матчу - 90 хвилин основного часу. - Пенальті, якщо після основного часу рахунок рівний. - Дев'ять гравців на заміні. - Максимум 5 замін у матчі, для проведення яких кожна команда має максимум три можливості, окрім замін у перерві. - Одночасно на полі не більше 7 легіонерів у кожній команді. |

| Переможець Суперкубка України 2020 |
| ---------------------------------- |
|                                    |
| «Динамо» (Київ) 9-й титул (рекорд) |

## Статистика
| «Шахтар» |                       | «Динамо» |
| -------- | --------------------- | -------- |
| 1        | Голи                  | 3        |
| 8        | Удари по воротах      | 3        |
| 2        | Удари в площину воріт | 3        |
| 8        | Кутові удари          | 3        |
| 0        | Офсайди               | 1        |
| 8        | Порушення правил      | 12       |
| 0        | Жовті картки          | 2        |
| 0        | Червоні картки        | 0        |
| 71       | Володіння м'ячем (%)  | 29       |